# Malien Première Division
Malien Première Division är den högsta  fotbollsligan i Mali och organiseras av Fédération Malienne de Football (FMF). Ligan startades 1966. Ligavinnaren och 2:an kvalificeras för afrikanska Champions League. Dess nuvarande officiella namn är Ligue 1 Orange Mali  på grund av sponsorskäl. 

## Klubbar säsongen 2019/2020

### Grupp A
| Klubb            | Stad      | Arena                                | Kapacitet |
| ---------------- | --------- | ------------------------------------ | --------- |
| AS Bakaridjan    | Barouéli  | Stade Amary Daou                     | 15 000    |
| AS Bamoko        | Bamako    | Stade Municipal de Bamako            | 5 000     |
| AS Nianan        | Koulikoro | Stade Municipal de Koulikoro         | 20 000    |
| AS Performance   | Bamako    | Stade Municipal de Bamako            | 5 000     |
| AS Police        | Bamako    | Stade du 26 Mars                     | 60 000    |
| AS Tombouctou    | Timbuktu  | Stade Municipal de Tombouctou        | 5 000     |
| CS Duguwolofila  | Koulikoro | Stade Mamadou Diarra H. de Koulikoro | 8 000     |
| Djoliba AC       | Bamako    | Stade du 26 Mars                     | 60 000    |
| LC Bamako        | Bamako    | Stade Omnisports Modibo Kéïta        | 35 000    |
| Mamahira AC Kati | Kati      | Stade Mamadou Konaté                 | 5 500     |
| Real Bamako      | Bamako    | Stade Omnisports Modibo Kéïta        | 35 000    |
| Soni AC          | Gao       | Stade Kassé Keïta                    | 5 000     |

### Grupp B
| Klubb            | Stad     | Arena                         | Kapacitet |
| ---------------- | -------- | ----------------------------- | --------- |
| AS Black Stars   | Bamako   | Stade Mamadou Konaté          | 5 500     |
| ASOM             | Bamako   | Stade Omnisports Modibo Kéïta | 35 000    |
| CO Bamako        | Bamako   | Stade du 26 Mars              | 60 000    |
| Onze Créateurs   | Bamako   | Stade du 26 Mars              | 60 000    |
| Sabana de Mopti  | Mopti    | Stade Baréma Bocoum           | 15 000    |
| Salif Keita      | Bamako   | Stade Centre Salif Keita      | 4 000     |
| Stade Malien     | Bamako   | Stade du 26 Mars              | 60 000    |
| US Bougouni      | Bougouni | Stade Omnisports de Bougouni  | 4 500     |
| USC Kita         | Kita     | Stade Municipal de Kita       | 1 000     |
| USFAS Bamako     | Bamako   | Stade Municipal de USFAS      | 5 000     |
| Yeelen Olympique | Bamako   | Stade Omnisports Modibo Kéïta | 35 000    |

## Mästare
| - 1966: Djoliba AC - 1967: Djoliba AC - 1968: Djoliba AC - 1969: AS Real Bamako - 1970: Stade Malien - 1971: Djoliba AC - 1972: Stade Malien - 1973: Djoliba AC - 1974: Djoliba AC - 1975: Djoliba AC - 1976: Djoliba AC | - 1977: Inget mästerskap - 1978: Inget mästerskap - 1979: Djoliba AC - 1980: AS Real Bamako - 1980–81: AS Real Bamako - 1982: Djoliba AC - 1983: AS Real Bamako - 1983–84: Stade Malien - 1985: Djoliba AC - 1986: AS Real Bamako - 1987: Stade Malien | - 1988: Djoliba AC - 1988–89: Stade Malien - 1990: Djoliba AC - 1991: AS Real Bamako - 1991–92: Djoliba AC - 1992–93: Stade Malien - 1993–94: Stade Malien - 1994–95: Stade Malien - 1995–96: Djoliba AC - 1996–97: Djoliba AC - 1997–98: Djoliba AC | - 1998–99: Djoliba AC - 1999–00: Stade Malien - 2000–01: Stade Malien - 2002: Stade Malien - 2002–03: Stade Malien - 2004: Djoliba AC - 2005: Stade Malien - 2005–06: Stade Malien - 2007: Stade Malien - 2007–08: Djoliba AC - 2008–09: Djoliba AC | - 2009–10: Stade Malien - 2010–11: Stade Malien - 2011–12: Djoliba AC - 2012–13: Stade Malien - 2013–14: Stade Malien - 2014–15: Stade Malien - 2016: Stade Malien - 2017–18: Ingen vinnare utsedd (säsong avbruten) - 2018–2019: Spelades ej - 2019–2020: Stade Malien - 2020–2021: Stade Malien |